# Объединение Йемена

Северный и Южный Йемен до объединения

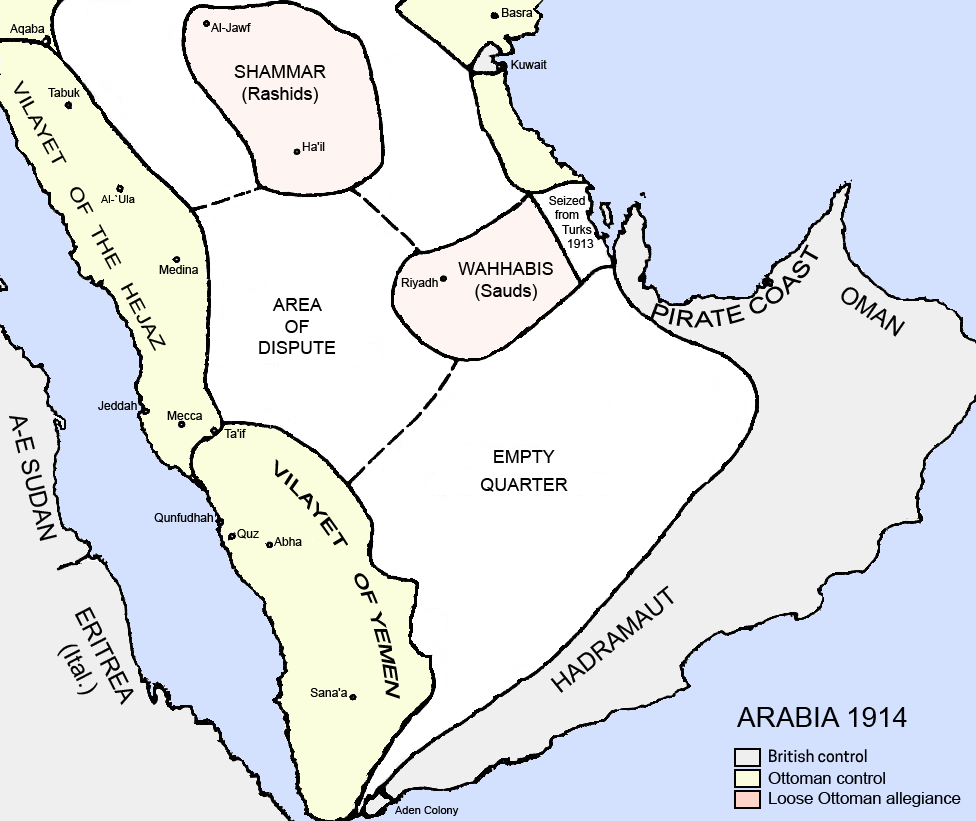
Вилайат Йемен — историческая территория Йемена

Объединение Йемена (араб. توحيد اليمنين‎ или الوحدة اليمنية‎) — слияние Йеменской Арабской Республики (Северного Йемена) и Народной Демократической Республики Йемен (Южного Йемена) мирным путём в единое государство Йеменская Республика, провозглашение которого состоялось 22 мая 1990 года.
Термины Северный Йемен и Южный Йемен появились по факту провозглашения на соседствующих с Йеменом территориях юго-восточной Аравии (бывший британский протекторат Аден) Народной Демократической Республики Йемен — независимого государства, также использующего слово Йемен в своём названии. Однако Йемен и Южная Аравия (Протекторат Южной Аравии, Федерация Южной Аравии) никогда не были единым субъектом, оказавшимся разделённым. По сути своей то, что c 1960-х годов называли Северным Йеменом, на самом деле находится на юге исторического Йемена, в то время как северная часть в настоящая время входит в состав Саудовской Аравии (Асир, Наджран), эти территории входили в состав Вилайета Йемен во времена Османской империи и были окончательно отторгнуты от Йемена в 1934 году по результатам саудовско-йеменской войны. Искусственное происхождение двух современных понятий о северном и южном Йеменах, как и искусственное объединение двух враждовавших десятилетиями разных народов в 1990 году, их разная история, культура и религия, по сути предопределили невозможность создания там единой нации и единого государства, фактически распавшегося во время гражданской войны.
30 ноября 1989 года в Адене (столица Южного Йемена) главы Северного и Южного Йемена Али Абдалла Салех и Али Салем аль-Бейд одобрили проект конституции объединённой страны, а 22 апреля 1990 года в Сане (столица Северного Йемена) была достигнута договоренность о дате провозглашения единого йеменского государства — Йеменской Республики.
22 мая 1990 года произошло окончательное объединение двух Йеменов. Главой нового государства стал бывший президент Северного Йемена Али Абдалла Салех, пост премьер-министра занял глава Юга Али Салем аль-Бейд, правительство возглавил бывший премьер НДРЙ Хайдар Абу Бакр аль-Аттас. 22 мая стало Днём национального единства Йемена.
Спустя несколько лет после объединения Йемена, в 1994 году разгорелся вооружённый конфликт между йеменским правительством и Йеменской социалистической партией во главе с Али Салемом аль-Бейдом, боровшейся за воссоздание Южного Йемена как суверенного государства (Демократическая Республика Йемен). Гражданская война в Йемене завершилась победой правительственных сил.
С 2014 года в Йемене продолжается затяжная гражданская война, в результате которой страна вновь оказалась расколота на несколько частей. Большинство территорий бывшего Северного Йемена находятся под контролем группировки хуситов, а юг страны остаётся под контролем правительства Йемена во главе с президентом Абд-Раббу Хади. Также на территории страны действуют различные группировки, некоторые из которых выступают за независимость Южного Йемена (Южный Переходный Совет, Южное движение).